# Antique
Antique – zespół muzyczny założony w 1999 roku przez szwedzkich wokalistów greckiego pochodzenia – Elenę Paparizou i Nikosa Panajiotidisa, łączący tradycyjną grecką muzykę popularną ze skandynawską muzyką taneczną. Zespół był nominowany do szwedzkiej nagrody Grammy w kategorii Modern Dance.
Pierwszy singel Antique, „Opa Opa” zdobył status złotej, a potem platynowej płyty, debiutując w pierwszej dziesiątce najczęściej kupowanych wydawnictw muzycznych w Skandynawii. Kolejny singel, zatytułowany „Dinata Dinata”, również okazał się sukcesem wydawniczym.
W marcu 2001 roku zespół wygrał krajowe eliminacje eurowizyjne z utworem „(I Would) Die for You” po zdobyciu pierwszego miejsca w głosowaniu telewidzów oraz drugiego w rankingu jurorskim, dzięki czemu został wybrany na reprezentanta Grecji w 46. Konkursie Piosenki Eurowizji. 12 maja duet wystąpił w finale widowiska organizowanego w Kopenhadze i zajął ostatecznie trzecie miejsce ze 147 punktami na koncie, w tym m.in. z maksymalnymi notami 12 punktów od Szwecji i Hiszpanii.
We wrześniu 2003 roku zespół postanowił zakończyć działalność, a Paparizou i Panajiotidis skupili się na karierach solowych.

## Dyskografia

### Albumy
- Mera Me Ti Mera (1999)
- Die for You (2001)
- Me Logia Ellinika (2002)
- Alli Mia Fora (2003)
- Blue Love (2003)
- Very Best of (2004)

### Minialbumy (EP)
- Antique EP (2000)

### Single
- 1999 – „Opa opa”
- 1999 – „Dinata dinata”
- 2000 – „Mera me ti mera”
- 2001 – „I (Would) Die for You”
- 2001 – „Ligo ligo”
- 2001 – „Why?”
- 2002 – „Moro mou”
- 2002 – „Alli mia fora”
- 2003 – „Follow Me (o ti thelis)”
- 2003 – „Me logia ellinika”
- 2003 – „Kainourgia agapi”
- 2003 – „Time to Say Goodbye”
- 2003 – „List of Lovers”